# Directiva de firmas electrónicas
La Directiva de Firmas Electrónica 1999/93/EC era una directiva de Unión Europea sobre el uso de firmas electrónicas (e-firmas) en contratos electrónicos dentro de la Unión Europea (UE).
Se derogó por el Reglamento eIDAS el 1 de julio de 2016.

## Actos relacionados
- Comunicación de la Comisión al Consejo, al Parlamento Europeo, al Comité Económico y Social Europeo y al Comité de las Regiones "Plan de acción sobre la firma electrónica y la identificación electrónica para facilitar la prestación de servicios públicos transfronterizos en el mercado único" [COM (2008) 798 final - No publicada en el Diario Oficial].
- Informe de la Comisión, de 15 de marzo de 2006, sobre la aplicación de la Directiva 1999/93/CE por la que se establece un marco comunitario para la firma electrónica [COM (2006) 120 final - no publicado en el Diario Oficial].
- Decisión 2003/511/CE de la Comisión, de 14 de julio de 2003, relativa a la publicación de los números de referencia de las normas generalmente reconocidas para los productos de firma electrónica de conformidad con la Directiva 1999/93/CE del Parlamento Europeo y del Consejo [Diario Oficial L 175 de 15.7.2003].
- Decisión 2000/709/CE de la Comisión, de 6 de noviembre de 2000, relativa a los criterios mínimos que deben tener en cuenta los Estados miembros para designar organismos de conformidad con el apartado 4 del artículo 3 de la Directiva 1999/93/CE del Parlamento Europeo y del Consejo por la que se establece un marco comunitario para la firma electrónica [Diario Oficial L 289 de 16.11.2000].